# گوزدنگتسا
گوزدنگتسا (به لهستانی: Gozdnica) یک منطقهٔ مسکونی در لهستان است که در ژاگانی واقع شده‌است.
 گوزدنگتسا ۲۳٫۹۷ کیلومتر مربع مساحت و ۳٬۴۵۴ نفر جمعیت دارد.